# Entreprise sans usine
Une entreprise sans usine ou fabless company (contraction de l'anglais fabrication et less, soit « sans usine, sans unité de fabrication »), conçoit ses produits et assure leurs commercialisations et sous-traite l'intégralité de leurs fabrications.
Le modèle a d'abord été développé dans les secteurs des semiconducteurs, de l'informatique, des télécommunications, puis s'est développé à tous les secteurs d'activité.
Ce concept, mis en œuvre par les décideurs en entreprise, a accompagné la désindustrialisation qui touche la quasi-totalité des pays riches et industrialisés dans la seconde moitié du XXe siècle.
Les entreprises sans usine peuvent être considérées comme un mythe car c'est une autre façon de présenter l'externalisation de la production des grandes entreprises qui veulent se concentrer sur les phases amont du cycle de production comme la recherche et développement et aval de la commercialisation afin de dégager des gains de rentabilité.

## Histoire
En France, l’économiste Jean Fourastié, devenu célèbre avec la publication en 1949 de son ouvrage Le Grand Espoir du XXe siècle, a lancé la réflexion autour du dépassement de la société industrielle de type fordiste par une économie basée sur les services. Sa prévision s'est trouvée confirmée quand dans les années 1970-1980, les élites françaises ont considéré que le déclin de l’industrie était inévitable, les entreprises industrielles ont commencé à externaliser une partie de leur processus de production vers des pays à faibles coûts de main d'œuvre  tout en voulant conserver les activités de conception et d’innovation. Il n'avait pas prévu dans sa vision optimiste du futur que « au fur et à mesure que les tâches associées à l'ancien monde industriel ont été supprimées [les travailleurs de ces pays] se sont tournés en nombre croissant vers les emplois de services, provocant indirectement la baisse de leurs rémunérations ». Les secteurs à haute valeur ajoutée ne se développent pas au rythme où les autres secteurs de l'industrie voient diminuer leurs besoins en main-d’œuvre d'où une croissance du chômage.
Dès les années 1980, des dirigeants d'entreprise font le constat que la valeur ajoutée d’une entreprise se trouve plus sur les phases de développement des produits et services et moins dans les phases de fabrication par l’industrie manufacturière,.
Les décennies 1980 et 1990 voient l'apparition de « services de fabrications électroniques et de grandes firmes sous-traitantes. Dans cette industrie mondialisée, l'externalisation de la production par les Majors entraîne une délocalisation des productions des États-Unis et d'Europe occidentale en Europe de l'Est et en Asie ».
Le terme fabless, contraction des mots anglophones fabrication et less,, naît en 1994, dans la Silicon Valley, quand Jodi Shelton, et initialement une demi-douzaine d'entreprises, créent la Fabless Semiconductor Association (FSA) pour promouvoir ce business model. Son ambition est de "tenter de parvenir à un équilibre plus optimal entre la demande et la capacité de production de plaquettes". Quelques années plus tard, "ses plus de 350 membres représentent des entreprises sans usine, des fabricants de dispositifs intégrés, des fournisseurs de fonderie, des sociétés d'emballage et d'assemblage, des sociétés d'automatisation de la conception électronique, des banquiers d'investissement, des fournisseurs de propriété intellectuelle et d'autres entreprises". L'association changera de nom en 2007 pour Global Semiconductor Alliance.
En France, dans les années 90, domine le discours politico-économique de déclinisme heureux : les usines disparaitront comme ce fut le cas pour l'agriculture auparavant. Ce mouvement, décrit comme schumpétérien, croyait que la destruction des usines allait créer des millions d'emplois dans le secteur des services de meilleure qualité. Une évolution perçue comme porteuse de progrès social, puisqu'enfin l'usine, ultime symbole du travail pénible et sale disparaîtrait... Mais le timing n’est pas bon : la stratégie a été menée en pleine crise des hautes technologies.
Le 26 juin 2001, lors d'un colloque à Londres, organisé par le Wall Street Journal, Serge Tchuruk, PDG d'Alcatel, déclare : « Nous souhaitons être très bientôt une entreprise sans usines »,  « La valeur ajoutée manufacturière tend à décroître quand la valeur immatérielle s’accroît sans cesse ». Il donne ainsi le coup d'envoi à la cession ou à la fermeture de la majorité des 120 usines de son groupe. Et devient l'image de proue du « fabless » en France,,.
En 2011, le concept de fabless est salué par l'économiste Julia Cagé selon laquelle si l'Allemagne « se porte si bien quant à ses exportations, c'est en partie parce qu'il a délocalisé une part de sa production, tout en maintenant sur les sites nationaux les étapes à haute valeur ajoutée. La France doit avoir le courage de faire ce choix de l'outsourcing, parce que c'est celui de la valeur ajoutée et de l'emploi ». Pour elle il faut s'orienter vers la haute technologie remarquant que la France ne va pas dans le bon sens car elle est l'un des rares pays de l'OCDE dont la part de la R&D dans le PIB a reculé au cours des quinze dernières années.
Contrairement à la France, outre-Atlantique, le mouvement a été compensé par l’émergence d’un puissant écosystème dans la tech autour de la Silicon Valley, qui soutient aujourd’hui la croissance.
Selon le journal Les Échos, « le modèle de l'usine virtuelle nous semble affecté d'une faiblesse beaucoup plus grave : celle de la sous-estimation du rôle du contexte dans la valorisation des compétences fondamentales ». Cette stratégie est marquée par une faille, le fait de ne pouvoir changer de politique facilement en fonction de l'évolution du monde économique« Perdre un savoir-faire est une opération courte ; se le réapproprier est une opération longue et coûteuse ».
Bernie Vonderschmitt, cofondateur du fabricant américain de FPGA Xilinx, est un des pionniers dans cette approche de société sans usine.
Apple a fait le choix de sous-traiter intégralement sa production tout en générant du profit par une maîtrise de la gestion de ses brevets et sous-traitants.
Plusieurs entreprises n'ont pas suivi cette stratégie, comme Intel (et AMD jusqu'au 7 octobre 2008) qui développe ses propres capacités de production.
En 2006, alors que la société de produits alimentaires Michel et Augustin se lance, ses dirigeants choisissent d'adopter un modèle fabless pour appuyer dès le début leur développement, une première dans l'agroalimentaire.
Le choix d'entreprise « sans usine », particulièrement par la France de 1995 à 2015, est associé à une désindustrialisation massive et sans précédent,,. En 2011, selon Patrick Artus (de Natixis) et Marie-Paule Virard (journaliste économique), « à partir du moment où une économie ne produit plus assez de biens à exporter, un problème de solvabilité externe se pose. Des déficits de la balance des transactions courantes alimentent une dette externe qui doit être financée »,.
À la suite des crise du Covid-19 en 2020 et de la guerre en Ukraine de 2022, les faiblesses, mises à jour dans les chaînes productives et entraînées par le choix d'entreprises sans usines dans les pays développés, ont mis en avant un enjeu de souveraineté concernant certains produits vitaux et dans certains domaines stratégiques. Celles-ci ont poussé certains pays vers la réindustrialisation,.
En octobre 2021, lors de sa présentation du plan d'investissement France 2030, le président de la République a reconnu que le pays s'était trompé en voulant séparer innovation technologique et industrie. Il remet en cause le modèle d'une économie sans usines. Cette erreur est illustrée dans le secteur de l'électronique par Thomson ou dans le secteur des télécommunications avec la perte du fleuron français, Alcatel. Il cite les domaines de la santé ou des semiconducteurs comme des priorités à poursuivre dans un but de réindustrialisation.

## Description

### Principe
Les entreprises sans usine se concentrent sur leur recherche et développement et évitent d'investir dans les outils, lieux et stocks de production, qui génèrent des coûts d'immobilisation.
D'autre part, « ils transfèrent les risques de sous-utilisation des capacités productives liés aux variations de la demande dans des marchés très concurrentiels et conjoncturels sur les sous-traitants qui embauchent ou licencient beaucoup plus facilement ». Les groupes concernés n'ont plus à faire face au « risque social et revendicatif des salariés de la production ».
L'externalisation des usines aide à la recherche d'intégration horizontale des entreprises par rachats de concurrents. Celles-ci se recentrent sur leur cœur de métier, d'où une meilleure efficacité de l'économie, au risque d'interdépendances accrues[réf. nécessaire].

### Semi-conducteurs
Dans le secteur des semi-conducteurs, les entreprises fabless sont spécialisées dans la conception et la vente de puces électroniques. La fabrication des puces est sous-traitée à des sociétés spécialisées dans la fabrication de semi-conducteurs appelées fonderies. Les sociétés fabless vendent également la conception d'une fonction électronique qu'elles protègent par des brevets ou vendent sous la forme de licences à d'autres fabricants de puces.
Les sociétés sans usine les plus connues sont Nord américaines :
- ATI Technologies, Nvidia, spécialisés dans les puces graphiques pour les cartes graphiques des ordinateurs personnels ;
- Xilinx, Altera, spécialisées dans les puces FPGA ;
- Broadcom, Qualcomm spécialisées dans les puces réseaux.

En 2004, la sous-traitance électronique représente un marché annuel mondial de plus 70 milliards $. « Entre 1996 et 2004, le chiffre d’affaires des six plus importants groupes passe de 5 à 49,2 milliards de dollar ». On peut citer les entreprises Flextronics, Solectron (en), Sanmina, Celestica, Jabil Circuits. Les autres grandes fonderies mondiales sont TSMC, GlobalFoundries ou UMC.

### Informatique
Le secteur informatique a connu dans les années 1980 un mouvement vers l'entreprise sans usine. Précédemment, les entreprises dominantes du marché, IBM, Digital, Unisys et autres, construisaient entièrement leurs systèmes, du processeur aux applications. Le désengagement des secteurs de conception-fabrication pour se consacrer aux développements à forte valeur ajoutée s'est poursuivi et étendu aux entreprises du secteur des ordinateurs personnels (Compaq, Dell, IBM, HP, Apple).
Certains de ces groupes informatiques compensent leur sortie de la production matérielle en s'appropriant l'informatique interne des grands groupes industriels qui se concentrent sur leur cœur de métier. En 1989, la société IBM signe un contrat majeur avec Eastman Kodak, marquant un tournant dans l’industrie. Ce contrat de plusieurs centaines de millions de dollars, porte sur la gestion complète des infrastructures informatiques de Kodak,. A la suite d'un contrat de dix ans conclu en juin 2009, HP prend en charge la production informatique d'Alcatel-Lucent et ses 1 022 salariés. En 2013 cette dernière entreprise externalise les développements applicatifs et invente l'entreprise sans informatique et informaticiens.

### Télécommunications
Partant en 1995 d'un groupe industriel diversifié, Alcatel-Alsthom, anciennement connu sous le nom de la Compagnie générale d'électricité (CGE), Serge Tchuruk (son PDG) a fait le choix de se recentrer sur les équipements et réseaux télécoms, puis de mettre en œuvre l’idée qu’un groupe comme Alcatel devait, se concentrer sur la recherche et le développement, et abandonner la production aux marges plus faibles aux industriels des pays émergents et devenir une « entreprise sans usine ». En 2001, le dirigeant d'Alcatel, annonce sa stratégie de cessions de ses centres de production,,,,. 
Alcatel est alors un des premiers équipementiers de télécommunications au monde, fournisseurs aux opérateurs de télécommunications de leurs infrastructures pour les réseaux fixes, mobiles, sous-marins, la production de masse n'est pas son métier principal. Alcatel fait face au succès foudroyant de la stratégie fabless dans le secteur de la production de téléphones mobiles. Les activités non directement liées à son cœur de métier et celles comportant peu de valeur ajoutée, comme les composants électroniques classiques, ont donc été cédées aux champions de la production de masse, comme Solectron (en), Flextronics, Celestica ou Sanmina, Asteel, Jabil. Les usines de Brest, Laval, Cherbourg , Illkirch ont été vendues aux sous-traitants. En 2009, à Eu, un des derniers sites industriels du groupe en France perd 40 % de ses effectifs,,.
Ces sous-traitants ont par la suite fermé leurs usines en France. Par exemples, Flextronics à Laval qui employait jusqu'à 830 salariés a fermé,  Jabil à Brest a fermé, le site créé en 1971 a compté plus de 1 000 salariés,.
Cette politique comporte les risques, d'affaiblir l'entreprise en perdant son savoir-faire, de rater les virages technologiques, de finir par détruire des postes dans la recherche et développement. Alcatel finalement devenue Alcatel-Lucent disparaît en 2016 à la suite de son absorption par Nokia.
Alcatel passe de 120 000 salariés à 54 000 salariés dans le monde entre 2000 et 2004.
Ericsson passe de 107 000 salariés à 54 000 salariés dans le monde entre 2001 et 2004.
Ericsson, Lucent et Nortel ont aussi choisi d'avoir recours à la sous-traitance en matière de fabrication.

#### Téléphones mobiles
Dès 2001, Alcatel et Ericsson sous-traitent leurs productions de téléphones mobiles(avant de sortir de cette activité),,.
Apple en tête des ventes mondiales de téléphones mobiles a basé sa stratégie sur la sous-traitance de la production. En 2022, 92% des iPhone sont fabriqué en Chine, pourcentage devant descendre à 85% en 2024. Foxconn, le principal sous-traitant d'Apple, fondée en 1974  à  Taïwan est en 2024 au « premier rang mondial dans le domaine des services de fabrication électronique » avec 46% de part de marché. Cette entreprise veut diversifier les pays accueillant ses usines pour diminuer sa dépendance. D'autre part, elle veut continuer à monter dans la chaîne de valeur sur les produits d'avenir dans l'industrie (véhicule électrique, santé numérique, robots) et technologies (intelligence artificielle, semi-conducteurs, télécommunications de nouvelle génération). Ses services vont du design à la conception jusqu'aux développements de produits. Le savoir passe donc progressivement dans ces types d'entreprise. En 2025, les États-Unis se lancent dans une guerre commerciale avec la Chine en utilisant les droits de douane forçant Apple à changer son pays source pour ses ventes aux États-Unis où ne sont pas implantées les usines de ses sous-traitants. Selon Tim Cook « Nous avons appris avec le temps qu’avoir toute sa production dans un seul endroit comportait trop de risques »,
Samsung Electronics utilise la délocalisation de ses fabriques dans des pays asiatiques tels la Chine, le Vietnam et l'Inde. Puis en 2019, Samsung remet en cause son modèle industriel pour la production des téléphones mobiles en s’ouvrant à la sous-traitance en Chine pour 20% de ses smartphones. Samsung a sous-traité la conception et la production de certains téléphones bon marché aux fabricants d'appareils d'origine (ODM). En prenant cette décision « Samsung entend économiser sur la main-d'œuvre, les différentes cotisations sociales, et même une partie de la conception, la société ne faisant que transférer un cahier des charges, puis récupérer un produit fini ».

## Mythe
Les entreprises sans usine peuvent être considérées comme un mythe car les usines continuent à exister à l'extérieur des grands groupes précédemment intégrés verticalement. Cette image est une autre façon de présenter l'externalisation de la production des grandes entreprises de l'électronique, de l'informatique,  des télécommunications, chez des sous-traitants mondialisés permettant de gérer les délocalisations de manière moins visible en procédant de manière progressive, externalisation d'usine, diminution de charge locale par les donneurs d'ordres, fermeture des sites locaux des sous-taitants, développement des sites des sous-traitants dans les pays à faible coût de main-d'œuvre. Les entreprises mettant en œuvre ce concept en espérent un gain de rentabilité,,.